# Antillocladius zhengi
Antillocladius zhengi är en tvåvingeart som beskrevs av Wang och Ole Anton Saether 1993. Antillocladius zhengi ingår i släktet Antillocladius och familjen fjädermyggor.
Artens utbredningsområde är Guangdong (Kina). Inga underarter finns listade i Catalogue of Life.